# 亨利十三世
海因里希十三世 （德語：Heinrich XIII，1235年11月19日—1290年2月3日），下巴伐利亞公爵。

## 生平
1254年，父親奧托二世逝世，他與他兄長路易二世繼承巴伐利亞和普法爾茨。兄弟倆人於1255年違反法律將領地分割。亨利十三世統治下巴伐利亞，而路易二世則統治上巴伐利亞以及普法爾茨。這是巴伐利亞公國的許多分裂中的第一次。亨利十三世居住在蘭茨胡特，並於1255年開始將布格豪森城堡建造成為主城堡。
由於巴伐利亞公國的分裂是違反法律的，這引起巴伐利亞主教的憤怒，他於1257年與波希米亞國王奧托卡二世結盟。1257年8月，奧托卡二世入侵巴伐利亞，但亨利十三世和路易二世設法擊退其進攻。這是這對經常爭吵的兄弟罕見的一致和和諧的行為之一。亨利十三世後來還多次與薩爾茨堡大主教和帕紹主教交戰。在羅馬人民的國王魯道夫一世與奧托卡二世發生衝突期間，亨利十三世一再改變效忠，周旋於兩國之間。
在羅馬人民的國王魯道夫一世與奧託卡二世發生衝突期間，亨利十三世一再改變效忠，周旋於兩國之間。從1273年，哈布斯堡王朝魯道夫一世當選羅馬人民的國王，他與奧託卡二世的爭端開始了。亨利十三世反對哈布斯堡王朝，他的兄長路易二世卻成為魯道夫一世的支持者，也成為他的女婿與其長女瑪蒂爾德結婚。亨利十三世是新任匈牙利國王拉斯洛四世的姑丈，後來拉斯洛四世卻投入魯道夫一世陣營，撤回對亨利十三世的支持。另一方面，亨利十三世於1273年1月與奧托卡二世簽署保護性和防禦性聯盟，並於1274年10月在皮塞克見面，討論進行反對新國王的反對運動，二人拒絕向魯道夫一世效忠。1274年11月，在紐倫堡舉行的帝國會議，與其他諸侯一樣，被要求向魯道夫一世效忠。早在1275年5月，在奥格斯堡舉行的帝國會議，奧托卡二世已被撤銷了巴本堡的封地，而1275年6月，當尚未向奧托卡二世發布帝國禁令時，亨利十三世已投向魯道夫一世的陣營，因為魯道夫一世以上奧地利和40,000馬克白銀為嫁妝為次女凱瑟琳與亨利十三世的長子奧托舉行婚禮，更向亨利十三世保證有共同投票權。1276年5月29日，魯道夫一世還建立路易二世與亨利十三世之間的和平條約，波希米亞國王奧托卡二世因此失去他最重要的盟友。
魯道夫一世在多瑙河上與亨利十三世的軍隊會合，並向奧托卡二世進軍，並於1276年10月迫使他交還奧地利、施蒂里亞和卡尼鄂拉的統治權。亨利十三世於1276年11月21日被任命為奧地利總督，並一直任職至1278年6月。但是後來他又轉入奧托卡二世的陣營，大概是因為聯姻被推遲，下巴伐利亞因此為波希米亞陣營在馬爾凱菲爾德戰役中進行戰鬥（1278年8月26日）。1279年，魯道夫一世也佔領上奧地利。儘管如此，魯道夫一世似乎已經寬恕了亨利十三世的背叛，因為他通常在杜倫克魯特之後奉行與皇太子和解的政策。1279年，奧托與凱瑟琳在維也納締結婚約，儘管在上奧地利不再是嫁妝一部份和嫁妝減少到3,000馬克。
在亨利十三世統治期間，巴伐利亞和平條例在他的領地內生效並訂明：“晚上任何外出的人沒有燈籠都是在破壞和平，並且有犯罪嫌疑。”該條例進一步擴展到蘭茨胡特訂明任何人無論白天或黑夜攜帶劍或匕首，將受到重罰。
亨利十三世由他長子奧托三世、次子路易三世及幼子斯特凡一世繼任，奧托三世其後也成為匈牙利國王。亨利十三世的一系於1340年斷絕，由路易二世的兒子神聖羅馬皇帝路易四世繼承。

## 家庭
亨利十三世於1250年與匈牙利的伊麗莎白結婚。她是匈牙利國王貝拉四世和其妻子瑪麗亞·拉斯卡里娜的女兒。這對夫婦結婚二十一年，育有十個孩子：
1. 艾格尼絲（1254年1月–1315年10月20日），作為修女加入熙篤會Seligenthal修道院。
2. 艾格尼絲（1255年7月17日－1260年5月10日），她和姐姐分享自己的名字。
3. 艾格尼絲（1256年10月29日－1260年11月16日），她與兩個姐姐分享自己的名字。
4. 伊麗莎白（1258年4月23日－1314年8月8日），作為修女加入熙篤會Seligenthal修道院。
5. 奧托三世（1261年2月11日－312年11月9日），巴伐利亞公爵。
6. 亨利（1262年2月23日－1280年9月16日）。
7. 蘇菲（約1264年–1282年2月4日），與亨內伯格伯爵波普八世結婚。
8. 凱瑟琳（1267年6月9日－1310年1月9日），與邁森藩侯弗雷德里克·圖塔（英语：Frederick Tuta）。
9. 路易三世（1269年10月9日－1296年10月9日），巴伐利亞公爵。
10. 斯特凡一世（1271年3月14日－1310年12月10日），巴伐利亞公爵。